# ピート・リケッツ
ジョン・ピーター・リケッツ（英語：John Peter Ricketts、1964年8月19日 - ）は、アメリカ合衆国の政治家。2015年1月8日から2023年1月5日まで第40代ネブラスカ州知事を務めた。
父親のジョー・リケッツは株式仲介業を営んでおり、ピート・リケッツも1993年から2016年まで（2006年に連邦上院選挙に立候補した時期を除いて）働いていた。また、メジャー・リーグのシカゴ・カブスのオーナー家の一員であり、ピート自身もオーナーの1人である。
2006年にアメリカ合衆国上院議員選挙に立候補。共和党の予備選挙を勝ち抜いて民主党のベン・ネルソンと戦った。しかし、得票率36パーセントで落選した。
2014年に改めてネブラスカ州知事選挙に立候補。民主党候補のチャック・ハッスブルックを得票率57.1パーセントで破って当選し、2018年11月の選挙で再選を果たした。

## 生い立ち・家族関係
1964年8月19日にネブラスカシティにて、父のジョーと母のマーリーンの長男として誕生する。その後、オマハへ引っ越す。1975年に父親のジョー・リケッツが「ファースト・オマハ・セキュリティー」を創業。これは、アメリカにおける最初期の格安証券会社であった。その後、1997年に「アメリトレード」に改名して株式公開、2006年にTDウォーターハウスを買収して「TDアメリトレード」に改名した。母マーリーンは元教師。
オマハにあるウェストサイド高等学校を卒業したのちシカゴ大学へ入学。同大学で教養学士、大学院でMBAを取得し、1991年に修了。

## 経歴・私生活
大学院修了後、地元オマハに戻り1年間ユニオン・パシフィック鉄道で勤務。その後シカゴで環境コンサルタントの営業をしていた。1993年に父の会社に入社。コールセンター業務を数ヶ月した後に経営陣に参加し、最高執行責任者（COO）を務める。2006年の報告書によると、彼自身が生み出した正味価値は4,500万ドルから5,000万ドルとされている。
1997年、スーザン・ショアと結婚。彼女はカンザス州ガーデンシティ生まれ、オクラホマ州タルサ育ちで、オクラホマ州立大学、大学院を卒業し経営学修士を取得。その後、サウスダコタ大学で学生部長を務めたのち、オマハにあるクレイトン大学で看護学の1年コースを修了。リケッツと結婚した際は、オマハにあるセントジョセフ病院で看護師をしていた。リケッツとショアの間には、ロスコー、マーゴット、エレナーと言う3人の子供がいる。
2006年、リケッツは連邦上院議員選挙に一度父の会社を退社。しかし、ベン・ネルソンに敗退し、経営陣に復帰した。その後、リケッツ家が経営陣から退いた2016年まで経営陣に留まっていた。
2007年、リケッツは共同でシンクタンクを立ち上げ、その所長となった。リケッツ自身はこれを「自由な」シンクタンクであると述べていたが、ネブラスカ州の地元紙は「保守的」と述べた。その後、2013年にその職を辞し、2014年の選挙戦に集中した。2007年から2012年まで、リケッツは共和党全国委員会の委員を務めていた。
2009年、親族がシカゴ・カブスの経営権をトリビューン・メディアから取得した。リケッツとその兄弟たちは経営陣のうち5つのポストを取得し、2018年現在でも4つを保持している。これにより、2016年のワールドシリーズではカブスが優勝した際に彼のクレジットがタイトルに表示された。
リケッツはローマ・カトリック教徒である。

### 2006年連邦上院議員選挙
リケッツは2006年、連邦上院議員選挙の共和党候補として立候補し、民主党のベン・ネルソンに敗退した。また、予備選挙ではネブラスカ州司法長官ドン・ステンバーグ、元共和党議長デイヴィッド・クラマーと戦った。この予備選挙において、リケッツはポケットマネーから500万ドルを費やし、対立候補に10倍の差をつけて圧勝した。
本選挙においては大統領ジョージ・W・ブッシュや副大統領ディック・チェイニーから支援を受けた。特に、ブッシュ大統領は選挙の前日である11月5日にグランドアイランドまで駆けつけた。
リケッツは選挙中、保守派の綱領に基づいて財政上の責任を強調、移民政策改革、農業改革などを訴え、同性結婚や人工中絶に反対する保守派を擁護した。結局、選挙戦全体としては11,302,078ドルをポケットマネーから費やしたが、それが逆に大富豪嫌いの人々の反感をうみ、対立候補の資金集めを促進する結果となった。彼はネブラスカ州の連邦上院議員選挙史上最も多くの資金を費やしたが、36％の得票率しか得られずに敗退した。

## ネブラスカ州知事として

### 州知事選

#### 2014年
2014年、ネブラスカ州知事選挙に立候補。当時現職であったデイヴ・ハイネマンは州知事の再選制限のため出馬できなかった。この選挙では、有力な共和党候補となるはずの2名が2013年の初めまでに立候補を取り下げた。1人目は当時副知事であったリック・シーリーで、彼はスキャンダルによって失脚。2人目は州議会議長のマイク・フラッドで、彼は妻のガンとの闘病のため取り下げた。リケッツは2013年9月に名乗りを挙げ、予備選挙戦初期はマイク・フォリーと共に有力候補を見られていた。その他の候補者には、チャーリー・ジェンセン、ボー・マッコイ、トム・カールソンがいた。2014年2月、ジェンセンが立候補を取り下げ、代わりに州司法長官のジョン・バーニングが立候補を表明した。バーニングはその立候補時期の遅さにもかかわらず、リケッツに取って変わって最有力候補と目された。
しかし、2014年5月に行われた予備選挙の結果は、リケッツが得票率26.6%で勝利。バーニング25.5％、マッコイ20.9%、フォリー19.2%、カールソン4.1%、オマハに住む弁護士のブライアン・ストーン3.7%という結果となった。本選挙では、民主党予備選挙を無投票当選で勝ち上がったチャック・ハッスブルックと対戦。ハッスブルックはネブラスカ大学システムや地方問題センターの理事をしていた。同センターは自らを「地方における革新的なアドボカシーや政策活動において全米で評価を得た非営利団体」と評している。リケッツは減税を主張していたが、それに対してハッスブルックは減税が富裕層にとってより有利であり、必要な公共サービスの資金が足りなくなると主張した。また、医療保険制度改革によるメディケイドの拡大について、リケッツは反対、ハッスブルックは賛成の立場を取った。また、最低賃金の引き上げに関してはリケッツが反対、ハッスブルックは賛成である。
選挙戦が進むにつれ、リケッツはより多くの資金をハッスブルックよりも費やすようになった。最終的な報告では、この選挙のためにリケッツは93万ドルを借り入れ、最終的に600万ドルをつぎ込んだ。それに対し、ハッスブルックが投じた選挙資金は250万ドルをわずかに上回る程度であった。
本選挙の得票率はリケッツが57.1%、ハッスブルックが39.2%となった。リバタリアン党候補のマーク・G・エルワース・ジュニアの得票率は3.5%であった。

#### 2018年
2017年6月5日、リケッツは再選を目指して州知事選挙に立候補することを表明。そのスピーチ内で彼の主要政策が減税であることを述べた。また、再選を果たした場合には現副知事のマイク・フォーリーを再任用することを述べた。11月6日に行われた州知事選では、リケッツが民主党候補ボブ・クライストに18ポイント差の得票率59%で勝利。再選を果たした。

### 政策
2015年1月8日、州会議事堂において第40代ネブラスカ州知事に就任した。

#### 2015年
州議会を通過した3つの法案に対するリケッツの拒否権が、2015年における最も重要な出来事であった。リケッツは、死刑廃止法案（LB268）、米国内で前科のある移民に対して運転免許証の交付を拒否してきた州の政策を覆し、オバマ政権下で制定された若年移民に対する国外強制退去の延期措置を実施する法案（LB623）、道路や橋梁の補修費用としてガソリン税を追加する法案（LB610）の3つに対して拒否権を行使した。
リケッツによる死刑廃止法案への拒否権行使に伴い、死刑賛成派は法案を覆す請願書を作成。必要数の署名を集め、住民投票までは死刑廃止が行われないことが決定した。一方、反対派はこの請願書の無効確認訴訟を提起。死刑維持運動に20万ドルを支援したリケッツが「主要な推進力」であるとし、州法に定められた支援者リストに加えられるべきだと主張した。しかし、この訴訟は2016年2月にランカスター地方裁判所により棄却。リケッツによる財政支援は、まさにその事実によって支援者リストには加えられないと裁定した。これに対し、原告団は州最高裁に上訴したが、同じく棄却された。2016年に住民投票が行われ、死刑維持が61.2%の投票を集めた。

#### 2016年

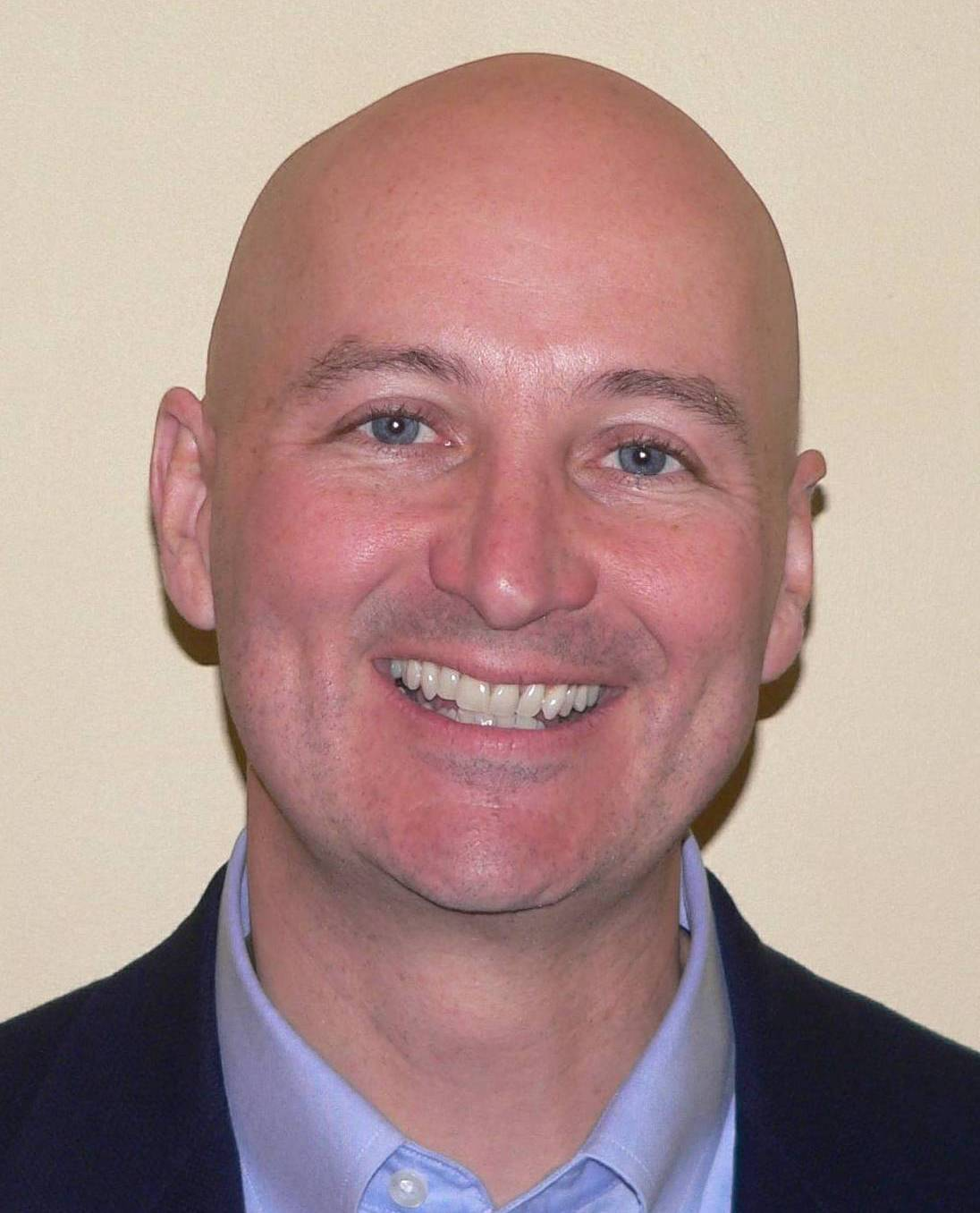
ピート・リケッツ（2013年）

2016年にもリケッツは議会を通過した法案のうち3つに拒否権を行使した。LB580法案は、国勢調査に基づいて選挙区を編成する市民による独立委員会を創設するものである。この法案の支持者は、選挙区の区割りが特定の政党に有利にならないようにするための試みであると述べていた。しかし、リケッツはこの法案に対し、選挙区の区割りという州憲法が議会に課した義務を「選挙で選ばれず、説明責任もない合議体」に委任するものであると主張した。これに対し、法案の提案者であるジョン・ミューラントは議会での再議決を目指さないことを決めた。リケッツが否決した2つ目の法案（LB935）は、州の監査方法に変更を加えるものであり、議会では賛成37、反対8、棄権4で承認された。しかし、この法案も再議決を試みることなく廃案となった。3つ目の法案（LB947）は、州内のDACA受益者に対して就労許可を与えるものである。この法案は議会で賛成33、反対11、棄権5で承認され、拒否権行使後に賛成31、反対13、棄権5で再承認された。
同年開催された州共和党の党大会において、リケッツは複数の議員対して彼や共和党の方針を支持していないと述べ、公然と非難した。そして、「綱領に沿った共和党員」に対して投票し、（公式には全員が無所属である）州議会に送り出すよう求めた。これに対し、5人の共和党所属議員を含む13人の議員が連名で声明を発表。リケッツが州議会の原則を超えた党派意識を持ち込んでいると非難した。さらに、これに署名した共和党議員の一人であるローラ・エブクはその直後にリバタリアン党へ移籍した。

#### 2020年
ブラック・ライヴズ・マターに関しては、2020年6月1日に行われた会議においてリケッツが黒人の牧師や指導者に対して「君たちのような人間（with you people）との間にある問題」と述べたとされ、非難を浴びた。後にリケッツは「君たち（you guys）」訂正し、言葉選びについて謝罪した。
新型コロナウイルス感染症の流行に関して、リケッツは州内の自治体職員に対してマスクを提供しなかった。

## 政治的立場

### 死刑維持
リケッツは熱心な死刑制度の支持者である。彼は自らの立場を信仰面から正当化している。しかし、彼の信じているカトリック教会では、（教皇も含めて）数多くの指導者が公式に全ての死刑制度を非難している。

### トランプ大統領に対して
トランプ大統領がウクライナ政府に民主党のジョー・バイデンを捜査するように要請したことに対して行われた弾劾をリケッツは批判している。彼はこの弾劾手続が「弾劾祭り」であると述べ、無罪とした上院を称賛した。

### 医療大麻反対
医療大麻の合法化に対し、リケッツは反対の立場をとっている。2019年、彼は医療大麻に対して「医学的価値が検証されていない」と述べ、医療大麻が逆に脳に悪影響を及ぼすとした研究を引用した。さらに合成大麻の乱用が「麻薬の危険性を示している」と述べた。

### 環境問題
州内のパイプライン計画に対し、リケッツは賛成を表明している。彼はこれについて「州内で雇用を生み、税収増につながる。」と述べ、石油の対外依存度を下げられることも追加した。

### 人権問題
知事就任前、リケッツは州内でアファーマティブ・アクションを禁止する活動を支持し、1万5千ドルを活動団体に寄付していた。